# Christian Mari
Christian Mari (ur. 14 stycznia 1945 w pobliżu Paryża) – francuski brydżysta, World Grand Master i Seniors International Master (WBF) a także European Grand Master oraz European Champion w kategoriach Seniors i Mixed  (EBL).

## Wyniki brydżowe

### Olimpiady
Na olimpiadach uzyskał następujące rezultaty:
| Olimpiady brydżowe. Zawody teamów | Olimpiady brydżowe. Zawody teamów | Olimpiady brydżowe. Zawody teamów    | Olimpiady brydżowe. Zawody teamów | Olimpiady brydżowe. Zawody teamów | Olimpiady brydżowe. Zawody teamów |
| Rok                               | Miejsce                           | Zawody                               | Kategoria                         | Drużyna                           | Pozycja                           |
| --------------------------------- | --------------------------------- | ------------------------------------ | --------------------------------- | --------------------------------- | --------------------------------- |
| 2004                              | Stambuł                           | 12. Olimpiada Teamów                 | Seniorzy                          | France                            | 4                                 |
| 2000                              | Maastricht                        | 11. Olimpiada Brydżowa               | Seniorzy                          | France                            | 2                                 |
| 1998                              | Lozanna                           | 1. Mistrzostwa o Wielką Nagrodę MKOL | Open                              | France                            | 4                                 |
| 1996                              | Rodos                             | 10. Olimpiada Teamów                 | Open                              | France                            | 1                                 |
| 1980                              | Valkenburg                        | 6. Olimpiada Teamów                  | Open                              | France                            | 1                                 |

### Zawody światowe
W światowych zawodach zdobył następujące lokaty:
| Mistrzostwa Świata. Konkurencja teamów | Mistrzostwa Świata. Konkurencja teamów | Mistrzostwa Świata. Konkurencja teamów | Mistrzostwa Świata. Konkurencja teamów | Mistrzostwa Świata. Konkurencja teamów | Mistrzostwa Świata. Konkurencja teamów |
| Rok                                    | Miejsce                                | Zawody                                 | Kategoria                              | Drużyna                                | Pozycja                                |
| -------------------------------------- | -------------------------------------- | -------------------------------------- | -------------------------------------- | -------------------------------------- | -------------------------------------- |
| 2014                                   | Sanya                                  | 14. Seria Mistrzostw Świata            | Seniorzy                               | Hacket                                 | 3                                      |
| 2010                                   | Filadelfia                             | 13 Seria Mistrzostw Świata             | Seniorzy                               | Lavazza                                | 17                                     |
| 2006                                   | Werona                                 | 12 Mistrzostwa Świata                  | Open                                   | Izisil                                 | 17                                     |
| 2003                                   | Monte Carlo                            | 36. Mistrzostwa Świata Teamów          | Trans                                  | Mari                                   | 38                                     |
| 2003                                   | Monte Carlo                            | 36. Mistrzostwa Świata Teamów          | Seniorzy                               | France                                 | 2                                      |
| 2002                                   | Montreal                               | 11. Mistrzostwa Świata                 | Open                                   | Blumenthal                             | 17                                     |
| 2001                                   | Paryż                                  | 35. Mistrzostwa Świata Teamów          | Trans                                  | Blumenthal                             | 44                                     |
| 2001                                   | Paryż                                  | 35. Mistrzostwa Świata Teamów          | Seniorzy                               | France                                 | 3                                      |
| 2000                                   | Maastricht                             | 11. Olimpiada Brydżowa                 | Miksty                                 | Zimmermann                             | 26                                     |
| 2000                                   | Southampton                            | 34. Mistrzostwa Świata Teamów          | Open                                   | France                                 | 10                                     |
| 1998                                   | Lille                                  | 10. Mistrzostwa Świata                 | Open                                   | Axa                                    | 81                                     |
| 1997                                   | Hammamet                               | 33. Mistrzostwa Świata Teamów          | Open                                   | France                                 | 1                                      |
| 1990                                   | Genewa                                 | 8. Mistrzostwa Świata                  | Open                                   | Reiplinger                             | 17                                     |
| 1989                                   | Perth                                  | 29. Mistrzostwa Świata Teamów          | Open                                   | France                                 | 6                                      |
| 1982                                   | Biarritz                               | 6. Mistrzostwa Świata                  | Open                                   | Szwarc                                 | 23                                     |
| 1978                                   | Nowy Orlean                            | 5. Mistrzostwa Świata                  | Open                                   | Chemla                                 | 3                                      |
| 1975                                   | Southampton                            | 21. Mistrzostwa Świata Teamów          | Open                                   | France                                 | 3                                      |
| 1974                                   | Wenecja                                | 20. Mistrzostwa Świata Teamów          | Open                                   | France                                 | 5                                      |

| Mistrzostwa Świata. Konkurencja par | Mistrzostwa Świata. Konkurencja par | Mistrzostwa Świata. Konkurencja par | Mistrzostwa Świata. Konkurencja par | Mistrzostwa Świata. Konkurencja par | Mistrzostwa Świata. Konkurencja par |
| Rok                                 | Miejsce                             | Zawody                              | Kategoria                           | Partner                             | Pozycja                             |
| ----------------------------------- | ----------------------------------- | ----------------------------------- | ----------------------------------- | ----------------------------------- | ----------------------------------- |
| 2010                                | Filadelfia                          | 13. Mistrzostwa Świata              | Seniorzy                            | Stanley Walter                      | 12                                  |
| 2006                                | Werona                              | 12. Mistrzostwa Świata              | Seniorzy                            | Stanley Walter                      | 29                                  |
| 2002                                | Montreal                            | 11. Mistrzostwa Świata              | Open                                | Marc Bompis                         | 31                                  |
| 1998                                | Lille                               | 10. Mistrzostwa Świata              | Miksty                              | Sylvie Willard                      | 190                                 |
| 1998                                | Lille                               | 10. Mistrzostwa Świata              | Open                                | Francois Leenhardt                  | 53                                  |
| 1990                                | Genewa                              | 8. Mistrzostwa Świata               | Open                                | Robert Reiplinger                   | 48                                  |
| 1982                                | Biarritz                            | 6. Mistrzostwa Świata               | Open                                | Michel Perron                       | 22                                  |

| Mistrzostwa Świata. Konkurencja indywidualna | Mistrzostwa Świata. Konkurencja indywidualna | Mistrzostwa Świata. Konkurencja indywidualna | Mistrzostwa Świata. Konkurencja indywidualna | Mistrzostwa Świata. Konkurencja indywidualna | Mistrzostwa Świata. Konkurencja indywidualna |
| Rok                                          | Miejsce                                      | Zawody                                       | Kategoria                                    | Pozycja                                      |                                              |
| -------------------------------------------- | -------------------------------------------- | -------------------------------------------- | -------------------------------------------- | -------------------------------------------- | -------------------------------------------- |
| 2004                                         | Werona                                       | 6. Indywidualne Mistrzostwa Świata           | Open                                         | 43                                           |                                              |
| 1998                                         | Ajaccio                                      | 4. Indywidualne Mistrzostwa Świata           | Open                                         | 13                                           |                                              |
| 1996                                         | Paryż                                        | 3. Indywidualne Mistrzostwa Świata           | Open                                         | 32                                           |                                              |
| 1994                                         | Paryż                                        | 2. Indywidualne Mistrzostwa Świata           | Open                                         | 2                                            |                                              |

### Zawody europejskie
W europejskich zawodach zdobył następujące lokaty:
| Zawody europejskie. Konkurencja teamów | Zawody europejskie. Konkurencja teamów | Zawody europejskie. Konkurencja teamów | Zawody europejskie. Konkurencja teamów | Zawody europejskie. Konkurencja teamów | Zawody europejskie. Konkurencja teamów |
| Rok                                    | Miejsce                                | Zawody                                 | Kategoria                              | Drużyna                                | Pozycja                                |
| -------------------------------------- | -------------------------------------- | -------------------------------------- | -------------------------------------- | -------------------------------------- | -------------------------------------- |
| 2010                                   | Ostenda                                | 50. Mistrzostwa Europy Teamów          | Open                                   | France                                 | 11                                     |
| 2007                                   | Antalya                                | 3. Otwarte Mistrzostwa Europy          | Open                                   | Izisel                                 | 9                                      |
| 2005                                   | Teneryfa                               | 2 Otwarte Mistrzostwa Europy           | Open                                   | Blumenthal                             | 17                                     |
| 2004                                   | Malmö                                  | 47. Mistrzostwa Europy Teamów          | Seniorzy                               | France                                 | 3                                      |
| 2003                                   | Mentona                                | 1. Otwarte Mistrzostwa Europy          | Miksty                                 | Leenhardt                              | 96                                     |
| 2003                                   | Mentona                                | 1 Otwarte Mistrzostwa Europy           | Open                                   | Blumenthal                             | 73                                     |
| 2002                                   | Salsomaggiore                          | 46. Mistrzostwa Europy Teamów          | Seniorzy                               | France                                 | 1                                      |
| 2002                                   | Ostenda                                | 7. Mistrzostwa Europy Mikstów          | Miksty                                 | Renoux                                 | 36                                     |
| 2001                                   | Teneryfa                               | 45. Mistrzostwa Europy Teamów          | Seniorzy                               | France 2                               | 2                                      |
| 2000                                   | Bellaria                               | 6. Mistrzostwa Europy Mikstów          | Miksty                                 | Mari                                   | 19                                     |
| 1999                                   | Malta                                  | 44. Mistrzostwa Europy Teamów          | Open                                   | France                                 | 5                                      |
| 1998                                   | Akwizgran                              | 5. Mistrzostwa Europy Mikstów          | Miksty                                 | Maury                                  | 95                                     |
| 1997                                   | Montecatini                            | 43. Mistrzostwa Europy Teamów          | Open                                   | France                                 | 5                                      |
| 1995                                   | Vilamoura                              | 42. Mistrzostwa Europy Teamów          | Open                                   | France                                 | 2                                      |
| 1992                                   | Ostenda                                | 2. Mistrzostwa Europy Mikstów          | Miksty                                 | Pilon                                  | 1                                      |
| 1990                                   | Bordeaux                               | 1. Mistrzostwa Europy Mikstów          | Miksty                                 | Lise                                   | 4                                      |
| 1989                                   | Turku                                  | 39. Mistrzostwa Europy Teamów          | Open                                   | France                                 | 2                                      |
| 1981                                   | Birmingham                             | 35. Mistrzostwa Europy Teamów          | Open                                   | France                                 | 3                                      |
| 1979                                   | Lozanna                                | 34. Mistrzostwa Europy Teamów          | Open                                   | France                                 | 3                                      |
| 1974                                   | Herclijja                              | 31. Mistrzostwa Europy Teamów          | Open                                   | France                                 | 1                                      |
| 1973                                   | Ostenda                                | 30. Mistrzostwa Europy Teamów          | Open                                   | France                                 | 2                                      |

| Zawody europejskie. Konkurencja par | Zawody europejskie. Konkurencja par | Zawody europejskie. Konkurencja par | Zawody europejskie. Konkurencja par | Zawody europejskie. Konkurencja par | Zawody europejskie. Konkurencja par |
| Rok                                 | Miejsce                             | Zawody                              | Kategoria                           | Partner                             | Pozycja                             |
| ----------------------------------- | ----------------------------------- | ----------------------------------- | ----------------------------------- | ----------------------------------- | ----------------------------------- |
| 2013                                | Ostenda                             | 6. Otwarte Mistrzostwa Europy       | Seniorzy                            | Stanley Walter                      | 20                                  |
| 2009                                | San Remo                            | 4. Otwarte Mistrzostwa Europy       | Seniorzy                            | Stanley Walter                      | 9                                   |
| 2007                                | Antalya                             | 3. Otwarte Mistrzostwa Europy       | Seniorzy                            | Stanley Walter                      | 5                                   |
| 2005                                | Teneryfa                            | 2. Otwarte Mistrzostwa Europy       | Mikst                               | Mari-France Renoux                  | 206                                 |
| 2005                                | Teneryfa                            | 2. Otwarte Mistrzostwa Europy       | Open                                | Herve Vinciguerra                   | 185                                 |
| 2003                                | Mentona                             | 1 Otwarte Mistrzostwa Europy        | Open                                | Herve Vinciguerra                   | 352                                 |
| 2003                                | Mentona                             | 1. Otwarte Mistrzostwa Europy       | Mikst                               | Mari-France Renoux                  | 319                                 |
| 2002                                | Ostenda                             | 7. Mistrzostwa Europy Mikstów       | Mikst                               | Mari-France Renoux                  | 39                                  |
| 2001                                | Sorrento                            | 11. Mistrzostwa Europy Par          | Open                                | Albert Faigenbaum                   | 166                                 |
| 1999                                | Warszawa                            | 10. Mistrzostwa Europy Par          | Open                                | Franck Multon                       | 51                                  |
| 1998                                | Akwizgran                           | 5. Mistrzostwa Europy Mikstów       | Mikst                               | Michele Cronier                     | 378                                 |
| 1997                                | Haga                                | 9. Mistrzostwa Europy Par           | Open                                | Alain Levy                          | 5                                   |
| 1995                                | Rzym                                | 8. Mistrzostwa Europy Par           | Open                                | Robert Reiplinger                   | 26                                  |
| 1994                                | Barcelona                           | 3. Mistrzostwa Europy Mikstów       | Miksty                              | Laurence Baco                       | 131                                 |
| 1991                                | Montecatini                         | 6. Mistrzostwa Europy Par           | Open                                | Robert Reiplinger                   | 53                                  |
| 1989                                | Salsomaggiore                       | 5. Mistrzostwa Europy Par           | Open                                | Jean-Christophe Quantin             | 194                                 |

## Klasyfikacja
- Christian Mari – klasyfikacja WBF (ang.)
- Christian Mari – klasyfikacja EBL (ang.)